# Tunisia ai Giochi della XXI Olimpiade
La Tunisia partecipò ai Giochi della XXI Olimpiade che si sono svolti a Montréal dal 17 luglio al 1º agosto 1976, con una rappresentanza di 15 atleti che gareggiarono in tre discipline solo fino al 20 luglio, dopodiché la delegazione venne ritirata aderendo al boicottaggio attuato da numerosi Paesi africani per protesta contro la presenza della Nuova Zelanda, accusata di intrattenere relazioni sportive con il Sudafrica da tempo escluso dai Giochi a causa della sua politica di apartheid.
Per la prima volta la squadra olimpica tunisina ebbe anche una rappresentanza femminile: si trattò della diciassettenne nuotatrice Myriam Mizouni, che gareggiò nei 100 e nei 400 stile libero.